# Gaultheria domingensis
Gaultheria domingensis är en ljungväxtart som beskrevs av Ignatz Urban. Gaultheria domingensis ingår i släktet Gaultheria och familjen ljungväxter. Inga underarter finns listade i Catalogue of Life.